# Braunsia flavofasciata
Braunsia flavofasciata är en stekelart som först beskrevs av Motschoulsky 1863.  Braunsia flavofasciata ingår i släktet Braunsia och familjen bracksteklar. Inga underarter finns listade.